# Костел Матері Божої Неустанної Допомоги i святого Вацлава (Остап'є)
Костел Матері Божої Неустанної Допомоги i святого Вацлава в Остап'ї — римсько-католицька церква в селі Остап'є Тернопільської области України.

## Відомості
- 1899—1901 — збудовано мурований філіальний костел коштом парафіян, Курії та В. Залеського, який освятили 28 вересня 1901 р.
- 1903 — утворено парафіяльну експозитуру.
- 1906 — споруджено дім для о.-експозита.
- 27 жовтня 1913 — засновано парафію.
- 1947—1991 — функціонував як зерносховище.
- 8 грудня 1992 — єпископ Маркіян Трофим'як освятив повернений храм.